# Illegal djurhandel
Illegal djurhandel är en benämning för all djurhandel som inte är rättsligt tillåten. Vilka former av djurhandel som anses vara illegala varierar mellan länder och är beroende på landets stats rättsordning. Benämningen illegal djurhandel syftar främst på handel med de djur som är utrotningshotade eller sårbara.
Människan har länge handlat med djur och marknaden är idag mycket omfattande och innefattar såväl döda som levande djur. Det kan handla om allt från skinnprodukter till sällskapsdjur. En stor del av denna marknad är idag laglig men den illegala handeln med djur växer.Handeln bedrivs av internationella kriminella nätverk och räknas idag vara den fjärde största olagliga handeln i världen.

## CITES-konventionen
CITES-konventionen är en internationell konvention som strävar mot att bevara våra utrotningshotade djur och växter. Som en kampanj mot tjuvjakt och illegal djurhandel har konventionen framställt en lista med de djur och växter som är mest hotade och sårbara. Samtliga länder som är med i CITES- konventionen ska värna om dessa djur och växter genom att kontrollera handeln av dem. Dessa länder ska även införa lagar som gör att handel med utrotningshotade djur blir olagligt.